# In the Still of the Night
In the Still of the Night è un album discografico di Santo & Johnny, pubblicato dall'etichetta discografica Canadian-American Records nel febbraio del 1964.

## Tracce

### LP
Lato A
1. Sherry – 1:50 (Bob Gaudio)
2. The Loco-Motion – 2:06 (Gerry Goffin, Carole King)
3. Sleepwalk – 2:21 (Santo Farina, Johnny Farina, Ann Farina)
4. Save the Last Dance for Me – 2:34 (Doc Pomus, Mort Shuman)
5. Tear Drop – 2:05 (Santo Farina, Johnny Farina, Ann Farina)
6. Road Block – 1:35 (Santo Farina, Johnny Farina, Ann Farina)

Lato B
1. I'll Remember (In the Still of the Night) – 2:15 (Fredericke Parris)
2. Dream Lover – 2:28 (Bobby Darin)
3. Tequila – 2:10 (Chuck Rio)
4. Silhouettes – 2:42 (Frank Slay, Bob Crew)
5. Shake Rattle and Roll – 2:05 (Charles E. Calhoun)
6. Crying in the Chapel – 2:07 (Artie Glenn)

## Musicisti
- Santo Farina - chitarra steel
- Johnny Farina - chitarra

Note aggiuntive
- Gene Malis - produttore
- Registrazioni effettuate al Regent Sound Studios di New York City, New York
- Hal Dreeben - ingegnere delle registrazioni[2]

## Classifica
Singoli
| Anno | Titolo del brano                          | Classifica         | Posizione raggiunta |
| ---- | ----------------------------------------- | ------------------ | ------------------- |
| 1964 | I'll Remember (In the Still of the Night) | Adult Contemporary | 20                  |
| 1964 | I'll Remember (In the Still of the Night) | Billboard Hot 100  | 58                  |